# 16450 Мессершмідт
16450 Мессершмідт (16450 Messerschmidt) — астероїд головного поясу, відкритий 26 вересня 1989 року.
Тіссеранів параметр щодо Юпітера — 3,177.